# シャットネラ
シャットネラ(Chattonella B.Biecheler, 1936)は海産ラフィド藻の1種であり、赤潮の原因藻類の1つである。シャットネラ赤潮は魚類の斃死を引き起こし、とりわけ養殖ブリやハマチに対する経済的被害が甚大である。名はフランスの海洋生物学者エドゥアール・シャットン(Édouard Pierre Léon Chatton)への献名による。シャトネラ、チャヒゲムシなどとも言われる。

## 形態
黄褐色で遊泳性の単細胞生物で、細胞前端のくぼみから2本の鞭毛が前後に伸びている。進行方向に向かって伸びる前鞭毛には管状小毛があり、その働きにより前方への推進力を生んでいる。後鞭毛は細胞表面に沿うようにして後部へと伸びる。大きさは数十μm程度で、種によって大きさや形状が異なる。
シストは直径30μm程度の半球状であり、栄養細胞と比べて小型である。黄緑色から褐色を呈し、暗色の顆粒を含んでいる。シスト壁にはケイ素が多く含まれている。珪藻や砂粒のような固体表面上に接着している。

## 生活環
シャットネラの生活環は複相の栄養細胞と単相のシストから成る。
栄養細胞は縦二分裂によって無性的に増殖する。昼間は5m以浅の表層で光合成を行い、夜間は以深10mまでに移動して栄養塩類を吸収する日周鉛直移動を行う。比較的明るい条件を好み、十分な光量のもとでは1日1回分裂する。水温20℃から30℃でよく増殖し、10℃以下では増殖できない。実験室では細菌を捕食することが観察されており、混合栄養が可能だと考えられる。
海水表層で増殖した栄養細胞は栄養枯渇によって小さなシスト前駆細胞となり、それが海底へ沈んで固体表面に接着したシストとなる。シスト前駆細胞とシストは共に単相であるので、シスト前駆細胞が生じる際に減数分裂を行っていると想定される。
シストは栄養細胞が増殖生存できない10℃以下でも2年以上生存を続け、また逆に4ヶ月以上低温状態を経験しないと発芽できない。このことはシストが越冬のための休眠期であることを示している。越冬により成熟したシストは適切な条件で温度がおよそ20℃以上になると発芽する。発芽の際にはシスト壁に直径7μmほどの発芽孔が開き、そこから栄養細胞が出てくる。発芽したばかりの栄養細胞は小さいが、その間に二倍体化が起こり、しばらくすると成長して分裂を開始する。

## 分布
日本から東南アジアにかけて、オーストラリア南部、インド、地中海、アメリカ合衆国、ブラジルなどから報告されており、温帯・亜熱帯地方の沿岸域に広く分布している。北海にも定着していることが知られており、人間の活動により分布が拡大したものと考えられる。

## 赤潮
夏場にしばしば大増殖して赤潮を形成し、最大で1 mLあたり1万細胞以上の密度に達する。魚種によって大きく異なるが、ブリ、カンパチ、マグロなど遊泳性の魚が斃死しやすく、養殖漁業に対する経済的被害が問題となる。
1954年にインドで最初に報告されて以来、シャットネラによる赤潮被害は日本、韓国、中国、オーストラリア南部、インド、アメリカ合衆国、メキシコ、ブラジルなどで報告されている。
日本では1969年に広島湾で発生したのを皮切りに、西日本、特に瀬戸内海を中心にシャットネラによる赤潮がほぼ毎年発生している。1972年夏には播磨灘でC. antiquaを原因とする赤潮により史上最悪の71億円相当の被害があり、播磨灘赤潮訴訟の契機となった。播磨灘ではその後も1977年に29億円相当、1978年に33億円相当、1987年に25億円相当、2003年に12億円相当と、巨額の漁業被害が発生している。また2000年以降は八代海から有明海にかけてもシャットネラによる赤潮が多発しており、2009年、2010年には連続して33億円相当、52億円相当の漁業被害が出た。
魚の直接の死因は窒息であるが、そのメカニズムはまだ確定していない。これまでに不飽和脂肪酸の溶血作用による鰓の損傷、ブレベトキシンの毒性などが原因としてあげられている。最近有力視されているのは、シャットネラの産生する活性酸素により鰓の粘液生産が増加し、粘液によってシャットネラの活性酸素産生が増加することによって、最終的に鰓が粘液で閉塞し窒息するというメカニズムである。活性酸素を産生しないシャットネラ株を用いた実験では、非常に高密度のシャットネラに曝されてもブリは窒息死しないという結果が得られている。

## 分類
ラフィド藻綱に属する。これまでに7種が記載されているが、分子系統解析により2種が外され、以下の3種2変種が認められている。
C. marina ナンカイシャットネラ
細胞表層に粘液胞がなく、細胞後端が尖っている。
C. marina var. antiqua オオシャットネラ
C. marinaと比べて大型で細胞後端が細長く伸びている。
C. marina var. ovata ワラジシャットネラ
C. marinaと比べて液胞が発達し細胞が卵形をしている。
C. minima
C. marinaと比べてやや小型である。
C. subsalsa
タイプ種。細胞表層に粘液胞が認められる点で他種から明確に区別できる。
C. subsalsa以外は環境条件などによってお互い似た形態を取ることがあり、明瞭に区別することは難しい。またmarina、antiqua、ovataについては、遺伝子解析で形態の差と系統の差が一致しないことが判っており、それゆえC. marinaの変種として1種にまとめられた。
C. globosaとされていた球形の細胞は、ディクチオカ藻綱に属するDictyocha fibulaの遊走細胞であることが明らかとなり除かれた。C. verruculosaとされていた生物も、ディクチオカ藻綱の所属であることが明らかとなりPseudochattonella verruculosaと改名された。